# Азіс Положані
Азіс Положані (мак. Азис Положани; нар.15 лютого 1957, Лівада, Струшко) — македонський професор, лікар і політик.

## Біографія
Положані закінчив медичний факультет у Приштині в 1980 році. Закінчив аспірантуру та спеціалізацію у Загребі в 1988 році, а магістратуру - у Швейцарії в 1991 році. 
З 1983 по 1990 рік працював на медичному факультеті в Приштині. З 1998 по 2002 рік був членом парламенту Республіки Македонія. Він є автором і співавтором понад двохсот наукових та професійних досліджень у галузі медицини  . 
Обіймав посаду міністра освіти і науки з 1 листопада 2002 року по 6 липня 2006 року.